# 迦托訶
迦托訶（Kaṭāha-nagara，意为“炒锅镇”），又译迦吒诃、羯荼訶，是古代東南亞印度化國家之一。位於現代馬來西亞的吉打州境內。
建國時間不詳，只知道4世紀時，其印度化已經很深，信奉佛教，用梵文書寫。考古學家曾經在吉打發現其梵文石碑，5世紀的佛像，石刻佛經，印度金飾，三十餘處古代建築遺址。
迦托訶是當時馬六甲海峽重要商港，8世紀時臣服于蘇門答臘島上另一個印度化古國三佛齊。
1017年，印度的注輦國王拉真陀羅·朱羅一世出兵東征三佛齊，攻下了迦吒訶，建立了迦吒訶傀儡政權。
1067年，迦吒訶傀儡政權被推翻，注輦國王毗利拉真陀羅·朱羅再出兵東征，平定迦吒訶，恢復傀儡政權，稱霸馬六甲海峽。